# Ladislav Divila
Ladislav Divila (* 14. Mai 1944 in Přerov) ist ein ehemaliger tschechoslowakischer Skispringer.

## Werdegang
Sein internationales Debüt gab Divila bei der Vierschanzentournee 1966/67. Da er dabei nur in Innsbruck antrat, konnte er trotz eines 18. Platzes nur Rang 71 in der Gesamtwertung erreichen. Bei der folgenden Vierschanzentournee 1967/68 ließ er nur das Springen in Oberstdorf aus, überraschte aber in Garmisch-Partenkirchen mit Platz fünf. Nachdem er in Innsbruck 33. wurde und von der Paul-Außerleitner-Schanze in Bischofshofen Rang 14 erreichte, beendete er die Tournee mit 774,4 Punkten auf Rang 14 der Gesamtwertung.
Bei den Olympischen Winterspielen 1968 in Grenoble startete er von der Normalschanze und erreichte den neunten Platz.
Seine erfolgreichste Vierschanzentournee 1968/69 begann er mit zwei siebenten Plätzen in Oberstdorf und Garmisch-Partenkirchen. Nachdem er jedoch in Innsbruck als 41. schwächelte, konnte er in Bischofshofen erneut Rang sieben erreichen. Die Tournee beendete er auf Rang neun der Gesamtwertung.
Nach drei Jahren Pause beendete er seine Karriere mit dem Start bei der Vierschanzentournee 1972/73. Dabei konnte Divila noch einmal gute Einzelresultate erreichen und belegte am Ende den 15. Platz der Gesamtwertung.
Bereits 1966 stellte Divila auf der Olympiaschanze in St. Moritz mit 87,0 m einen neuen Schanzenrekord auf, der fünf Jahre Bestand hatte, bis ihn 1971 Tauno Käyhkö um einen Meter überbot.

## Erfolge

### Vierschanzentournee-Platzierungen
| Saison  | Platz | Punkte |
| ------- | ----- | ------ |
| 1966/67 | 71.   | 205,0  |
| 1967/68 | 14.   | 774,4  |
| 1968/69 | 09.   | 810,8  |
| 1972/73 | 15.   | 804,9  |